# 무동
무동(프랑스어: Moudon [mudɔ̃][*];라틴어: Minnodunum, 독일어: Milden)은 스위스 보주에 있는 자치체이다. 이곳은 무동구의 구청이 있었으며, 지금은 브루아-뷔이구에 있다.

## 역사
몽마니(Montmagny)는 로마 시대 동안 Minnodunum 또는 Minnidunum으로 알려졌다. 1100년, 1154년, 1180년경에는 멜둔(Meldun), 1161년에는 무동(Moudon), 1167년에는 멜두눔(Meldunum) 또는 밀두눔(Mildunum)으로 언급되었다.
고대 미노두눔(Minnodunum)과 마찬가지로 로마 시대에 이 도시는 비비스쿠스(현대의 브베)에서 제네바 호수의 아벤티쿰(현대의 아방슈)까지 가는 길에 있는 헬베티아의 나라에 있었다.

## 지리

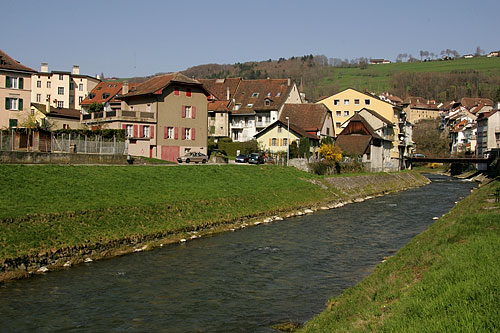
무동의 브루아강

무동의 면적은 2009년 기준으로 15.69k㎡이다. 이 면적 중 7.33k㎡ (46.7%)가 농업 목적으로 사용되는 반면 5.5k㎡ (35.1%)는 삼림으로 사용된다. 나머지 토지 중 2.59k㎡ (16.5%)가 정착(건물 또는 도로), 0.28k㎡ (1.8%)가 강 또는 호수이고 0.01k㎡이다. 또는 0.1%는 비생산적인 토지이다.
건축면적 중 공업용 건물이 전체 면적의 2.9%, 주택과 건물이 6.6%, 교통 기반 시설이 5.5%를 차지했다. 산림이 있는 토지 중 전체 토지의 32.8%가 산림이 우거져 있고 2.2%가 과수원이나 작은 나무 군락으로 덮여 있다. 농경지 중 27.9%는 작물 재배에 사용되며, 17.8%는 목초지이다. 지자체의 물 중 0.2%는 호수에, 1.6%는 강과 시내에 있다.
지자체은 2006년 8월 31일에 해산될 때까지 무동 지역의 수도였으며, 무동은 새로운 브루아-뷔이구의 일부가 되었다.
위쪽 도시는 메린강과 브루아강이 합류하는 지점에 있다. 하부 도시는 브루아강을 따라 하류로 뻗어 있다. 이탈리아에서 부르고뉴로 가는 길과 제네바와 베른 사이에서 역사적으로 중요한 두 도로가 교차하는 지점에 있다. 그것은 무동 마을과 Plan and Villaret의 작은 마을, Bressonnaz-Dessous 마을의 북쪽 부분과 Alliérens, Beauregard, Belflori, Chalabruz, Cornier, Frémont, La Baume, La Cerjaulaz, La Faye, Le Grand-Pré, Grange-Verney, Gréchon, Montsandon, Valacret.
무동과 로센제 로센즈의 지자체는 미래에 무동의 새로운 지자체로의 합병을 고려하고 있다.

## 인구통계

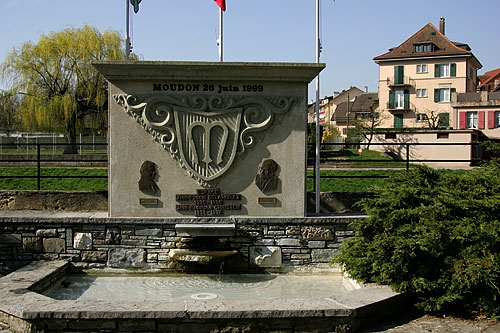
모동의 녹지

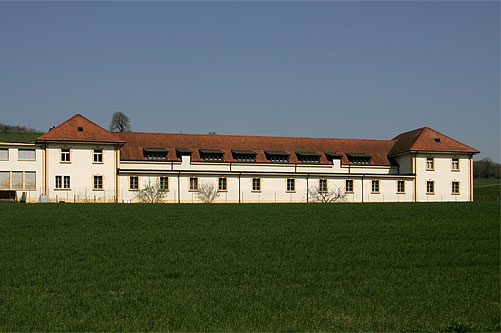
18세기 조병창

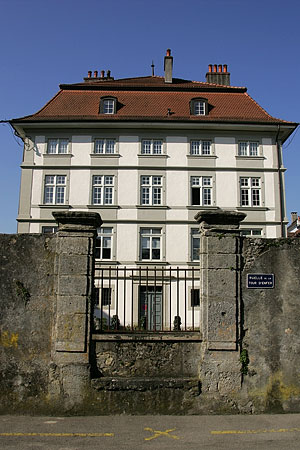
무동의 장원

2020년 12월 기준, 무동의 인구는 6,101명이다. 2008년 기준으로 인구의 37.5%가 거주하는 외국인이다. 1999년부터 2009년까지 지난 10년 동안 인구는 10.8%의 비율로 변화했다. 이주로 인해 7.2%의 비율로, 출생 및 사망으로 인해 4.7%의 비율로 변경되었다.
2000년 기준, 인구 대부분인 3,474명(79.5%이 프랑스어를 사용하며, 포르투갈어가 2위(197 또는 4.5%)이고, 알바니아어가 3위(172 또는 3.9%)이다. 독일어를 할 줄 아는 사람은 130명, 이탈리아어를 할 줄 아는 사람이 95명, 로만슈어를 할 줄 아는 사람이 2명이다.
지자체의 인구 중 1,203명(약 27.5%)가 무동에서 태어나 2000년에 그곳에 살았다. 같은 주에서 태어난 1,036명(23.7%)가 있었고, 592명(13.5%)가 스위스 다른 곳에서 태어났고, 1,308명(29.9%)는 스위스 밖에서 태어났다.
2008년에는 스위스 시민이 30명, 비스위스계 시민이 27명이었고, 같은 기간에 스위스 시민이 30명, 비스위스계 시민이 2명이었다. 이민과 이민을 무시하면 스위스 시민의 인구는 그대로 유지되고 외국인 인구는 25명 증가했다. 스위스로 재이민 온 스위스 남성 41명과 스위스 여성 31명이 있었다. 동시에 다른 나라에서 스위스로 이주한 65명의 비스위스계 남성과 57명의 비스위스계 여성이 있었다. 2008년 전체 스위스 인구 변화(시 경계를 넘는 이동을 포함한 모든 출처에서)는 130명이 증가했고, 비스위스계 인구는 129명이 증가했다. 이는 5.9%의 인구 증가율을 나타낸다.
2009년 현재 무동의 연령 분포는 다음과 같다. 538명의 어린이 또는 인구의 11.3%가 0세에서 9세 사이이고, 692명의 청소년 또는 14.5%가 10세에서 19세 사이이다. 성인 인구 중 649명 또는 인구의 13.6%가 20세에서 29세 사이이다. 628명(13.2%)은 30~39세, 771명(16.2%)은 40~49세, 588명(12.3%)은 50~59세이다. 고령자 분포는 427명(인구의 8.9%)이 60세 이상이다. 69세는 269명(5.6%), 70~79세는 179명(3.8%), 80~89세는 3.8%, 90세 이상은 31명(0.6%)이다.
2000년 기준으로 시정촌에 미혼이거나 독신인 사람은 1,791명이다. 기혼자는 2,128명, 미망인은 265명, 이혼한 사람은 187명이었다.
2000년 기준으로 시정촌의 민간가구는 1,720세대로 가구당 평균 2.4명이다. 1인 가구는 570가구, 5인 이상 가구는 145가구였다. 총 1,764가구 중 1인 가구가 32.3%로 부모와 동거하는 성인 9가구였다. 나머지 가구 중 자녀가 없는 부부는 429쌍, 자녀가 있는 부부는 609쌍이다. 자녀가 있는 편부모는 89명이었다. 혈연관계가 없는 사람들이 14가구, 시설이나 기타 집단주택이 44가구였다.
2000년에는 총 724호의 주거용 건물 중 296호(전체의 40.9%)가 단독주택이었다. 다가구주택은 189채(26.1%), 주거용으로 주로 사용되는 다목적 건물은 124채(17.1%), 기타 용도(상업, 공업)가 115채(15.9%)였다. 단독주택 중 67채는 1919년 이전에 지어졌고 16채는 1990년에서 2000년 사이에 지어졌다. 가장 많은 다가구 주택(66채)이 1919년 이전에 지어졌고, 그 다음으로 많은 다가구 주택(36채)이 1946년과 1960년 사이에 지어졌다. 3채가 있었다. 1996년에서 2000년 사이에 지어진 다가구 주택 3채가 있었다.
2000년에는 시정촌에 2,000채의 아파트가 있었다. 가장 흔한 아파트 규모는 3실이 712개였다. 1인실 아파트가 141실, 5실 이상 아파트가 348실이었다. 이 중 상가주택은 총 1,676세대(전체의 83.8%), 비수기형은 204세대(10.2%), 공실은 120세대(6.0%)였다. 2009년 기준 신규 주택 건설률은 인구 1,000명당 5.9세대였다. 2010년 시정촌 공실률은 0.62%였다.
역사적 인구는 다음 차트에 나와 있다.

## 경제

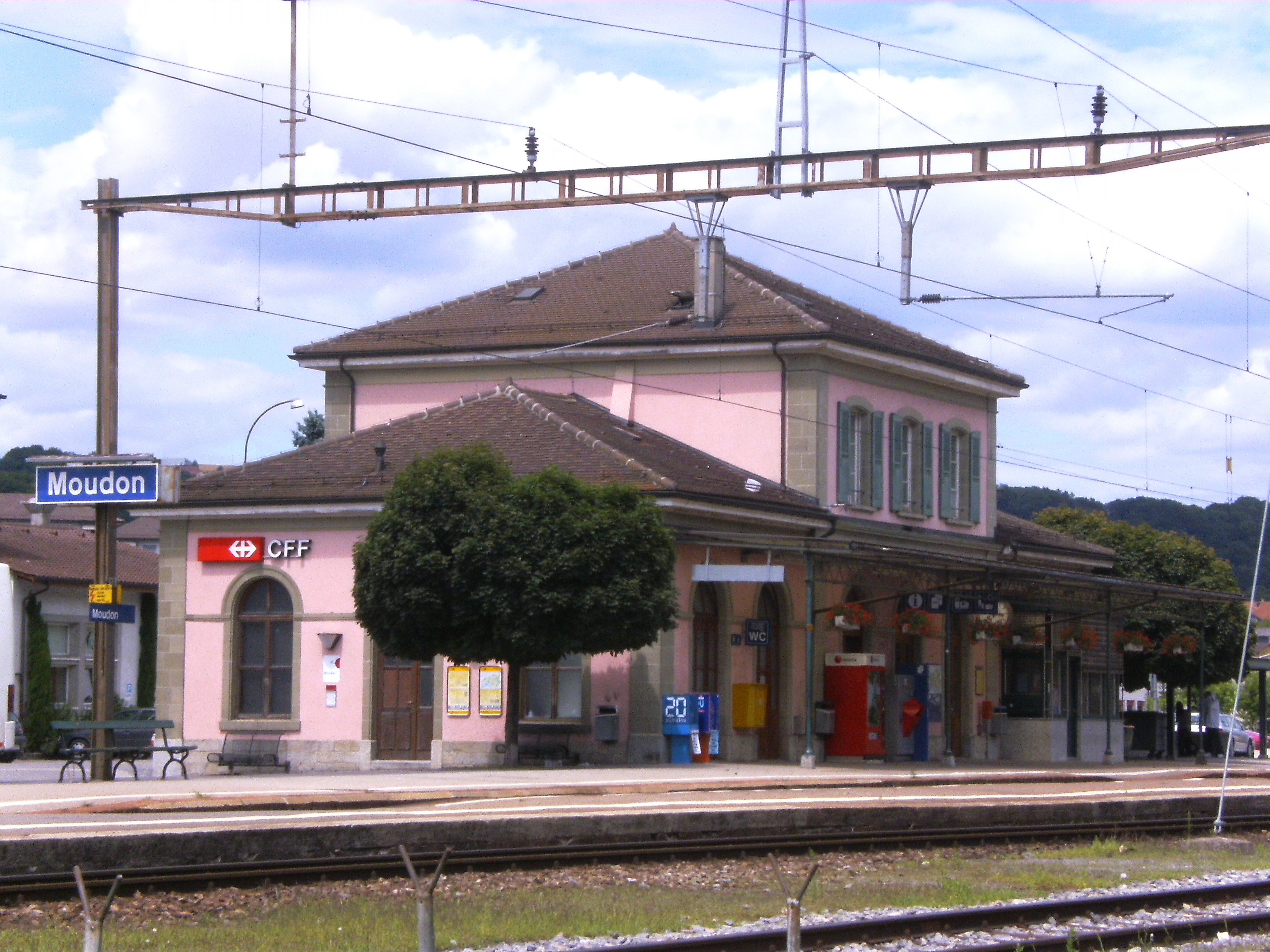
무동역

2010년 현재 무동의 실업률은 6.6%이다. 2008년 기준으로 1차 경제 부문에 64명이 고용되어 있고, 이 부문에 약 21개 기업이 참여하고 있다. 740명이 2차 부문에 고용되었고, 이 부문에 65개의 기업이 있었다. 1,619명이 3차 부문에 고용되었으며, 이 부문에는 210개의 기업이 있다. 시정촌 주민은 2,054명으로 일정 정도 고용되었으며, 그중 여성이 전체 노동력의 41.4%를 차지했다.
2008년에 정규직에 상응하는 총 일자리 수는 2,021개였다. 1차 부문의 일자리 수는 50개였으며, 그중 45개는 농업, 5개는 임업 또는 목재 생산이었다. 2차 부문의 일자리 수는 701개로 그중 405개(57.8%)가 제조업, 251개(35.8%)가 건설업이었다. 3차 부문의 일자리는 1,270개였다. 3차 부문에서 358개(28.2%)는 도소매 또는 자동차 수리업, 174개(13.7%)는 물품의 이동 및 보관, 88개(6.9%)는 호텔 또는 레스토랑, 8개(0.6%) 정보 산업이, 33개(2.6%)가 보험 또는 금융 산업, 72개(5.7%)가 기술 전문가 또는 과학자, 158개(12.4%)가 교육, 178개(14.0%)가 의료 분야였다.
2000년 기준 자치단체로 통근하는 근로자는 1,366명, 출퇴근 근로자는 875명이었다. 지자체는 근로자의 순수입 지자체이며, 1명을 떠날 때마다 약 1.6명의 근로자가 지자체에 들어간다. 근로 인구의 11.2%가 출퇴근을 위해 대중교통을 이용하고, 55.5%가 자가용을 이용하였다.

## 종교

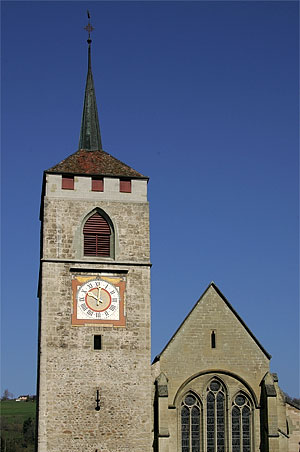
생테티엔 스위스 개혁 교회

2000년 인구 조사에서 로마 가톨릭 신자는 1,477명(33.8%), 스위스 개혁 교회는 1,471명(33.7%)이었다. 나머지 인구 중 정교회 교인은 21명(인구의 약 0.48%), 천주교 교인은 7명(인구의 약 0.16%), 82명이었다. 다른 기독교 교회에 속한 개인(또는 인구의 약 1.88%). 유대교인은 3명(인구의 약 0.07% )이었고 이슬람교인은 506명(인구의 약 11.58%)이었다. 불교도 5명, 힌두교 8명 그리고 다른 교회에 속한 24명이 있었다. 428명(인구의 약 9.79%)이 교회에 속하지 않고 불가지론자 또는 무신론자이며, 339명(인구의 약 7.76%)이 질문에 대답하지 않았다.

## 교육

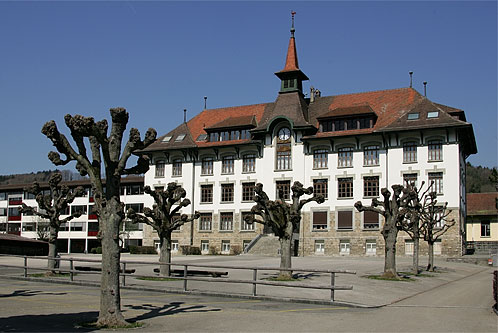
무동의 초등학교

무동에서는 인구의 약 1,318명(30.2%)이 비필수 고등교육을 이수했으며, 341명(7.8%)이 추가 고등교육( 대학 또는 응용학문대학)을 마쳤다. 고등교육을 이수한 341명 중 55.7%가 스위스 남성, 23.5%가 스위스 여성, 14.4%가 비스위스계 남성, 6.5%가 비스위스계 여성이었다.
2009/2010 학년도에 무동 학군에는 총 665명의 학생이 있었다. 보주 주립학교 시스템에서는 정치 구역에서 2년간의 의무가 아닌 유아원을 제공한다. 학년도 동안 정치 지역은 총 155명의 어린이에게 유치원 보육을 제공했으며, 그중 83명의 어린이(53.5%)가 보조금을 받는 유치원 보육을 받았다. 보주의 초등학교 프로그램은 학생들이 4년 동안 출석해야 한다. 시립 초등학교 프로그램에는 347명의 학생이 있었다. 의무 중등학교 프로그램은 6년 동안 지속되며 해당 학교의 학생은 269명이었다. 홈스쿨링을 하거나 다른 학교에 다니는 학생도 49명이었다.
2000년 기준으로 무동에는 다른 시정촌에서 온 학생이 514명, 시외 학교에 다니는 주민은 136명이다.

## 교통
지자체에는 팔레지유-리스 철도 노선에 무동역이 있다. 로잔, 팔레지유, 파예른, 케르체르스까지 정기운행한다.